# Jacob Epstein
Jacob Epstein (Nueva York, 10 de noviembre de 1880-Kensington, Inglaterra; 19 de agosto de 1959) fue un escultor nacido en Estados Unidos, que trabajó principalmente en Inglaterra.
Su obra creó polémica en ocasiones, cuestionando ideas convencionales sobre las obras de arte en lugares públicos. Sus padres fueron refugiados judíos de Polonia en Nueva York, donde Epstein estudió arte, a pesar de la oposición familiar. Se trasladó a Europa, concretamente a Francia, en 1902 y estudió en París, donde fue alumno de Auguste Rodin. Epstein estuvo relacionado con los vorticistas entre 1912 y 1914, capitaneados por Wyndham Lewis, participando con un dibujo suyo en el primer número de la publicación Blast, que estaba encuadrada en esa tendencia artística.
Se estableció en Londres en 1905 y, tras contraer matrimonio con Margaret Dunlop en 1907, adquirió la ciudadanía británica. En ese mismo año recibió un primer encargo: un conjunto de dieciocho figuras de considerable tamaño para el edificio de la Asociación Médica Británica. Con la exhibición de las cuatro primeras figuras se destapó un escándalo en los medios de comunicación. 
Sin embargo, la notoriedad adquirida le permitió obtener otro encargo: la tumba de Oscar Wilde en el cementerio Père Lachaise. Esta obra, considerada obscena y provocativa, también levantó una gran oposición. De hecho Epstein solo dejó de ser una figura controvertida en sus últimos años de vida.
Murió de una dolencia cardíaca, tras atravesar una fase de decadencia física que le impidió cumplir con algunos de sus últimos encargos.

## Esculturas

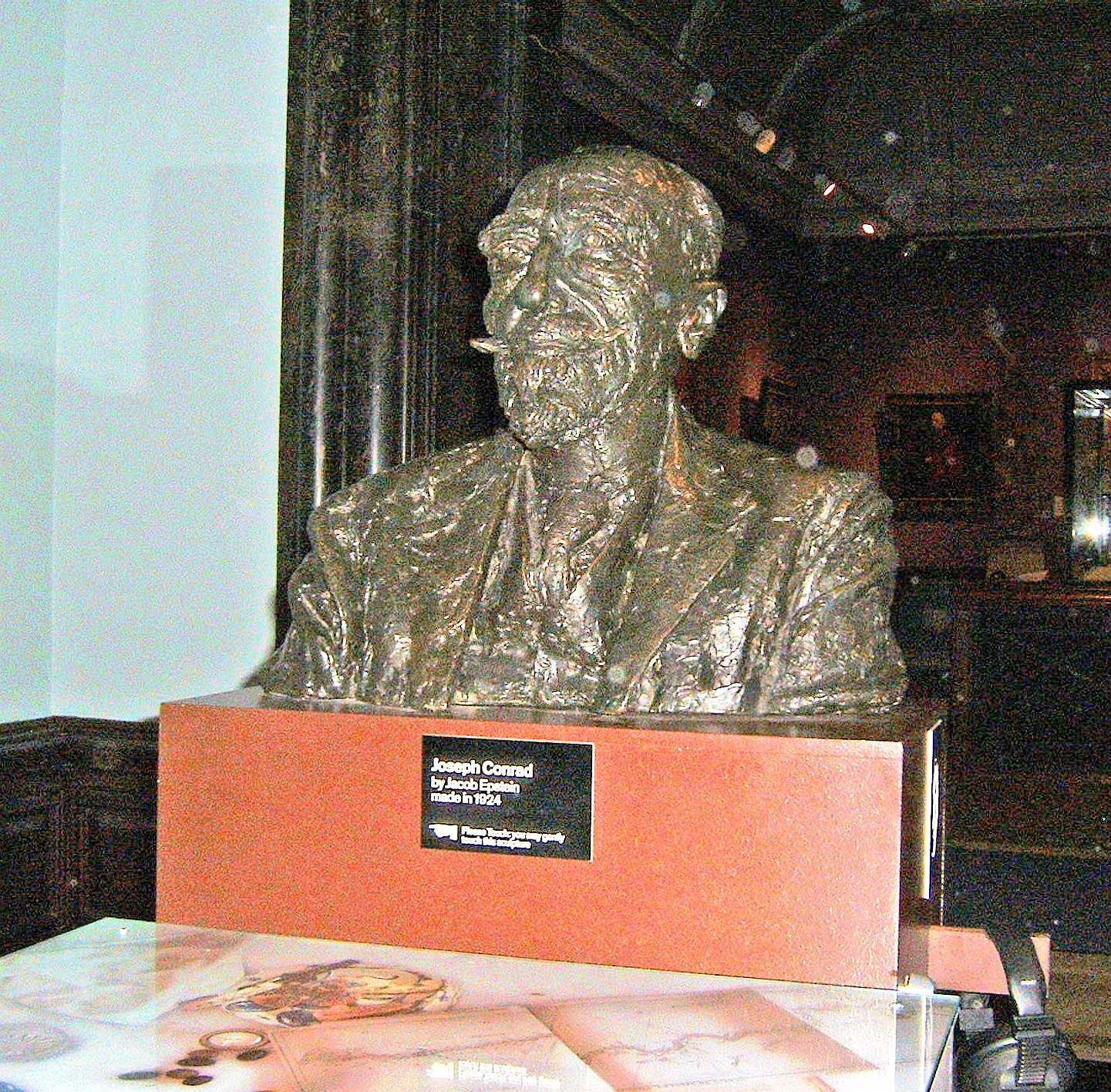
Busto de Joseph Conrad (1924) en el Museo de Birmingham
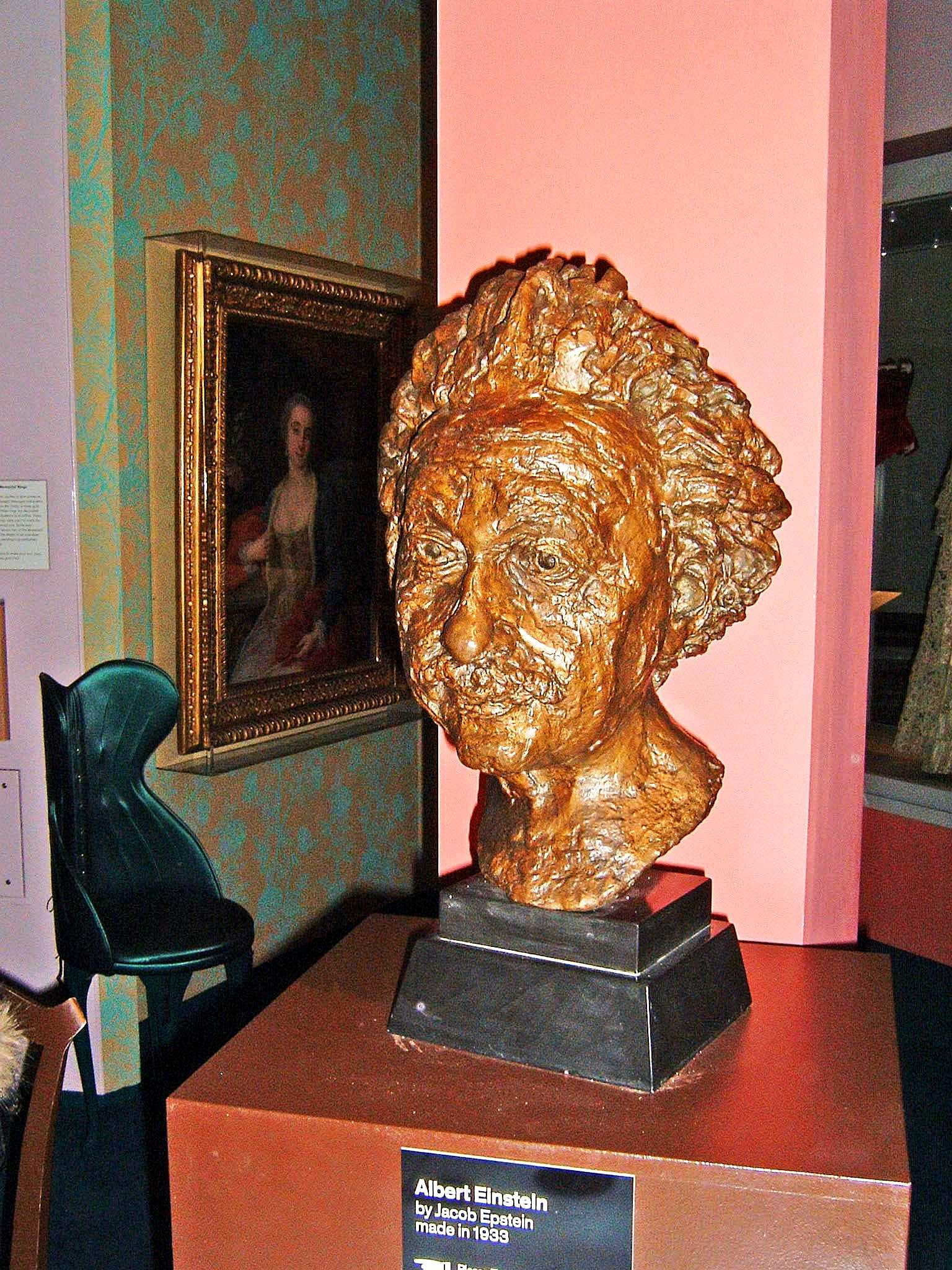
Busto de Einstein (1933) en el Museo de Birmingham
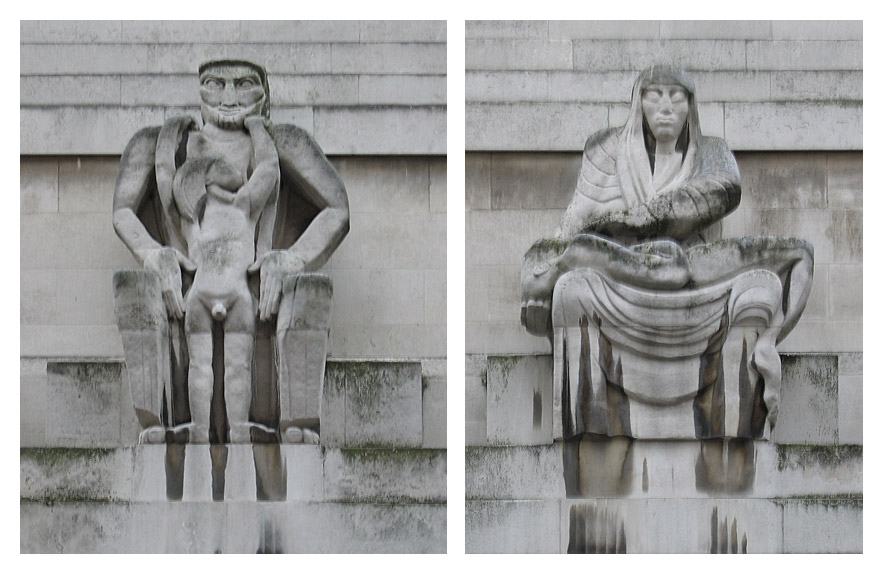
Day and Night (1928)
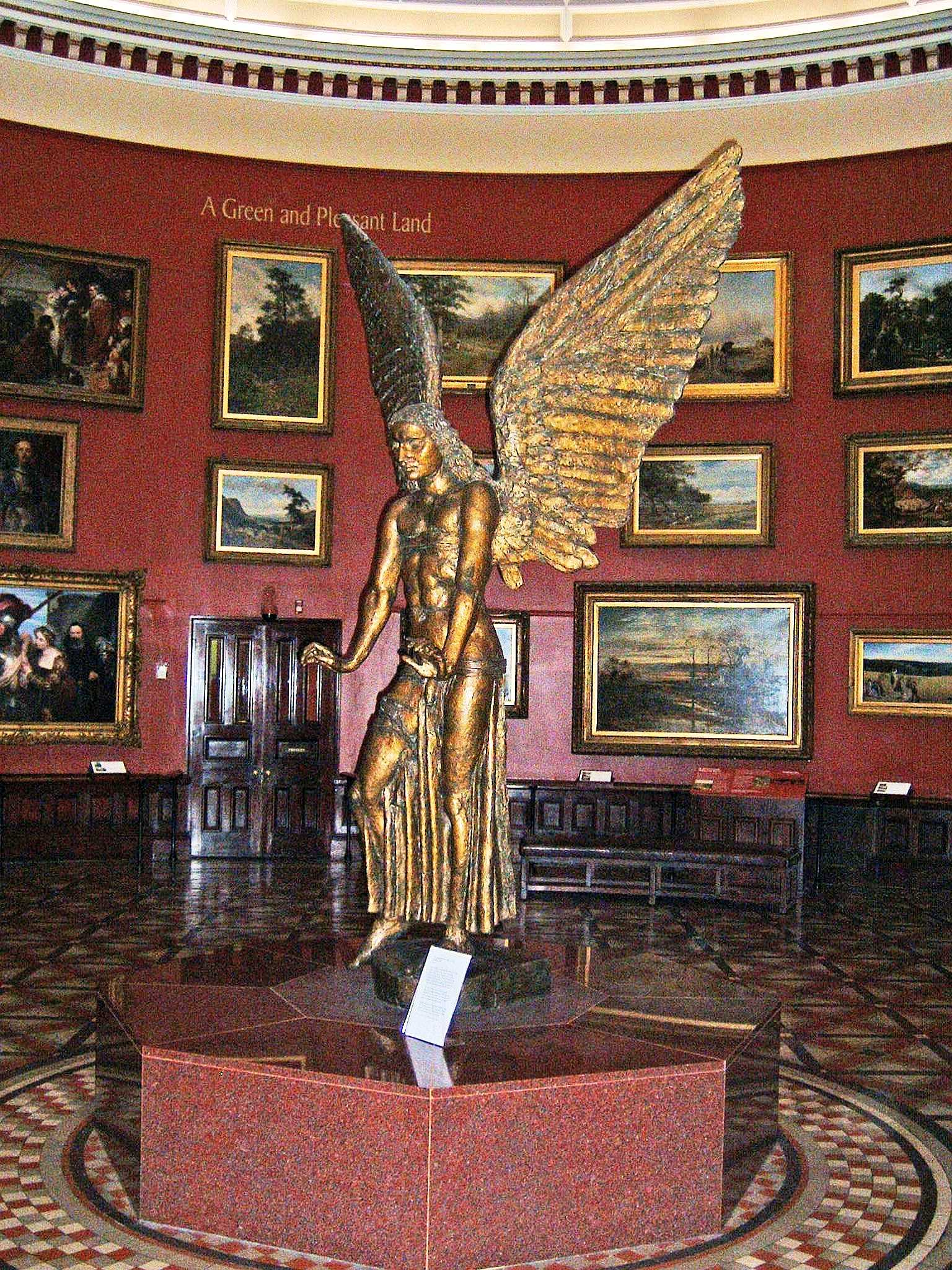
The Archangel Lucifer (1944–5) en el Museo de Birmingham
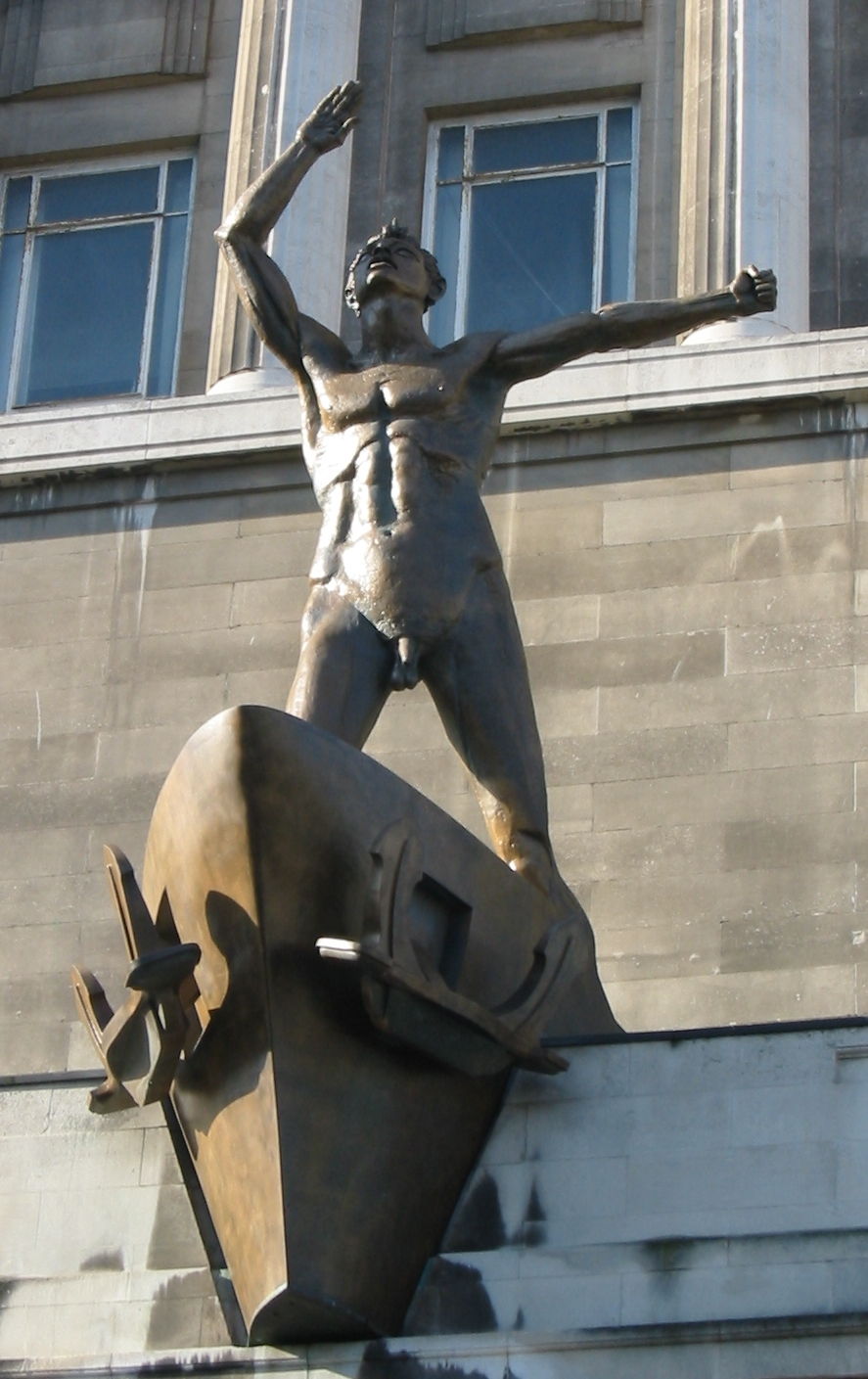
Liverpool Resurgent (1956) en la tienda Lewis's, de Liverpool
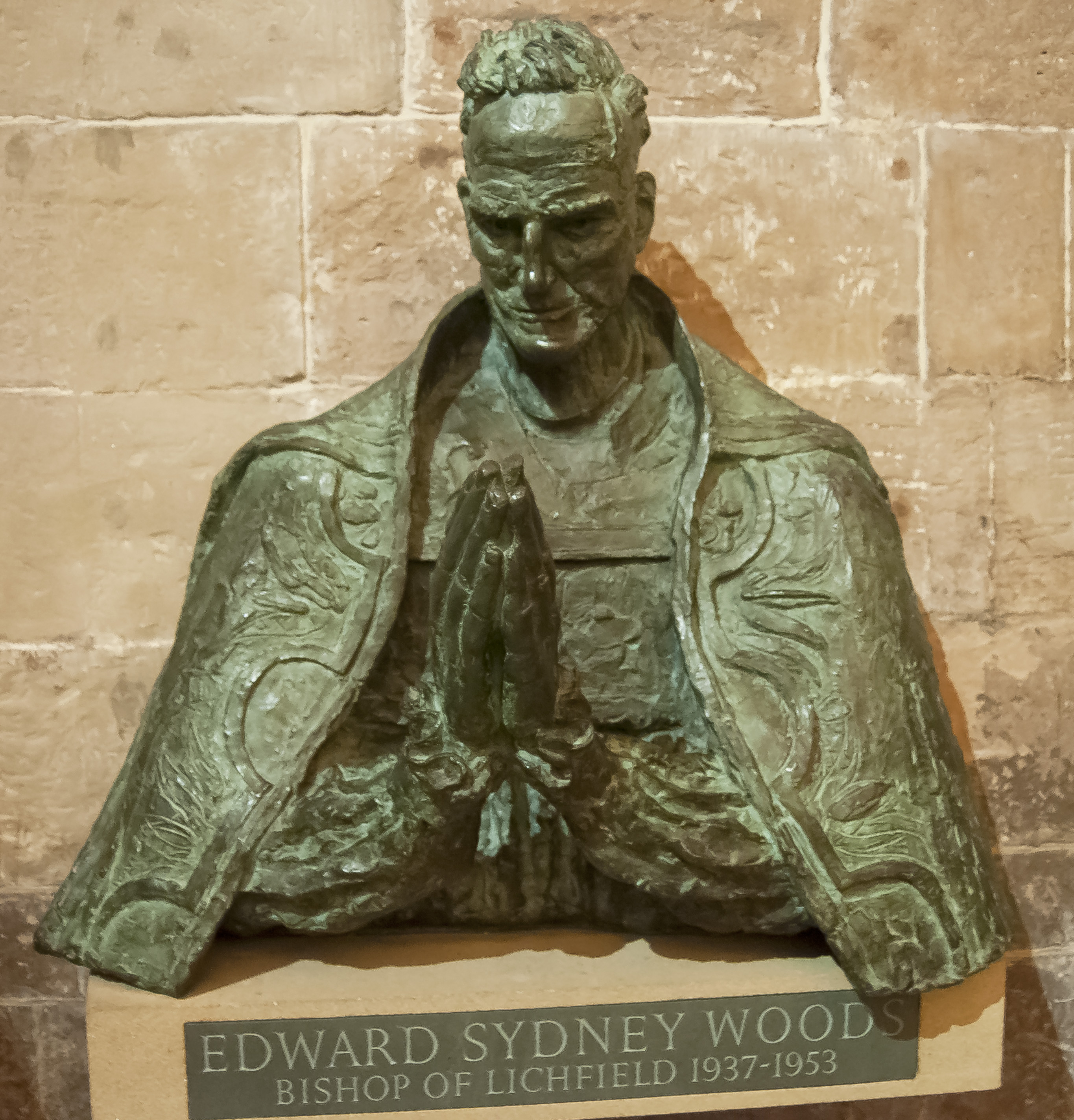
Busto de Edward Sydney Woods (1958) en la Catedral de Lichfield